# Numerus (počítačová hra)
Numerus je single i multiplayerová hra vytvořená vývojářskou dvojicí Martinem Illkem (autor hry) a Matúšem Kotrym (programátor). Aktuálně je hra dostupná pro zařízení s operačním systémem Android a je ji možno hrát v českém, slovenském, anglickém, francouzském, německém, španělském a portugalském jazyce. Jedná se o jednu z nejstahovanějších českých abstraktních her v rámci portálu Google Play.

## Princip hry
Hráč umisťuje čísla, která tvoří kameny, z nichž vznikají bodované čtveřice. Ale musí dávat pozor. Je zapotřebí vhodně blokovat soupeře. Je možné ničit kameny soupeře nebo je proměnit na svoje. Hra je dynamická, po každém tahu se pozice výrazně mění, umístěním jednoho čísla může hráči vzniknout až 8 kamenů. Numerus je ideální hra pro náročnější hráče logických her, ale díky pěti různým obtížnostem počítače a třem volitelným velikostem hrací plochy si přijdou na své i začátečníci. 

## Hodnocení hry
Hra byla již hodnocena mnohými weby zaměřující se na aplikace pro platformu Android i weby zaměřující se na abstraktní hry.